# Tyson Hinz
Tyson Boyd Butler Hinz (Sherbrooke, 12 ottobre 1991) è un ex cestista canadese.

## Carriera
Con il Canada ha disputato i Giochi panamericani di Guadalajara 2011.